# Anoda
- Commons
- Wikispecies

Anoda Cav. é um género botânico pertencente à família Malvaceae.

## Espécies
- Anoda abutiloides
- Anoda crenatiflora
- Anoda cristata
- Anoda lanceolata
- Anoda pentaschista
- Anoda reticulata
- Anoda thurberi
- «Lista completa»